# 801 Гельвертія
801 Гельвертія (801 Helwerthia) — астероїд головного поясу, відкритий 20 березня 1915 року.
Тіссеранів параметр щодо Юпітера — 3,366.